# إمبراير اي-جت
إمبراير هي سلسة طائرات برازيلية من ذوات الهيكل الضيق والمحركين الإثنين، مدى طيرانها من قصير إلى متوسط، وتنتج شركة إمبراير البرازيلية طائرات تجارية وعسكرية، وكان أول ظهور لها في معرض باريس الجوي عام 1999 ثم دخلت للسوق في عام 2002، سلسلة طائراتها كانت ناجحة حيث ذكرت الشركة المصنعة أنه سُلم 671 طائرة لغاية 30 سبتمبر 2010، وتتوقع أنه بحلول نهاية عام 2016 سيُسلم أكثر من 1100 طائرة.

## الإمبراير 170 و 175
عائلة الإمبراير إي-170 وإي 175 هي الأصغر في عائلات الإمبراير الأخرى. وهي من منافسي بومباردييه سي آر جيه 700/سي آر جيه 900 على التوالي. كما أنها تسعى لاكتساح السوق بسبب تصاميمها المبكرة المنافسة، وتستمد الإمبراير إي-170 وإي-175 محركاتها من جنرال إلكتريك.
وكان طراز إمبراير إيه-170 هو المنتج الأول من شركة إمبراير، وقد توالت على هذا النموذج من تاريخ 29 أكتوبر 2001. تم عرض الطائرة للعامة في مايو 2002 بعد تلقيها الرد الإيجابي من اتحاد النقل الجوي الدولي بسلامتها في الطيران. في مارس 2004 تم تسليم أول طائرة من طراز إي-170 وكانت من نصيب الخطوط الجوية البولندية لوت، وتم تسليم أول طائرة إي-175 إلى الخطوط الكندية حيث دخلت الخدمة في يوليو 2005.

## مشغليها
- إمبراير إي-170

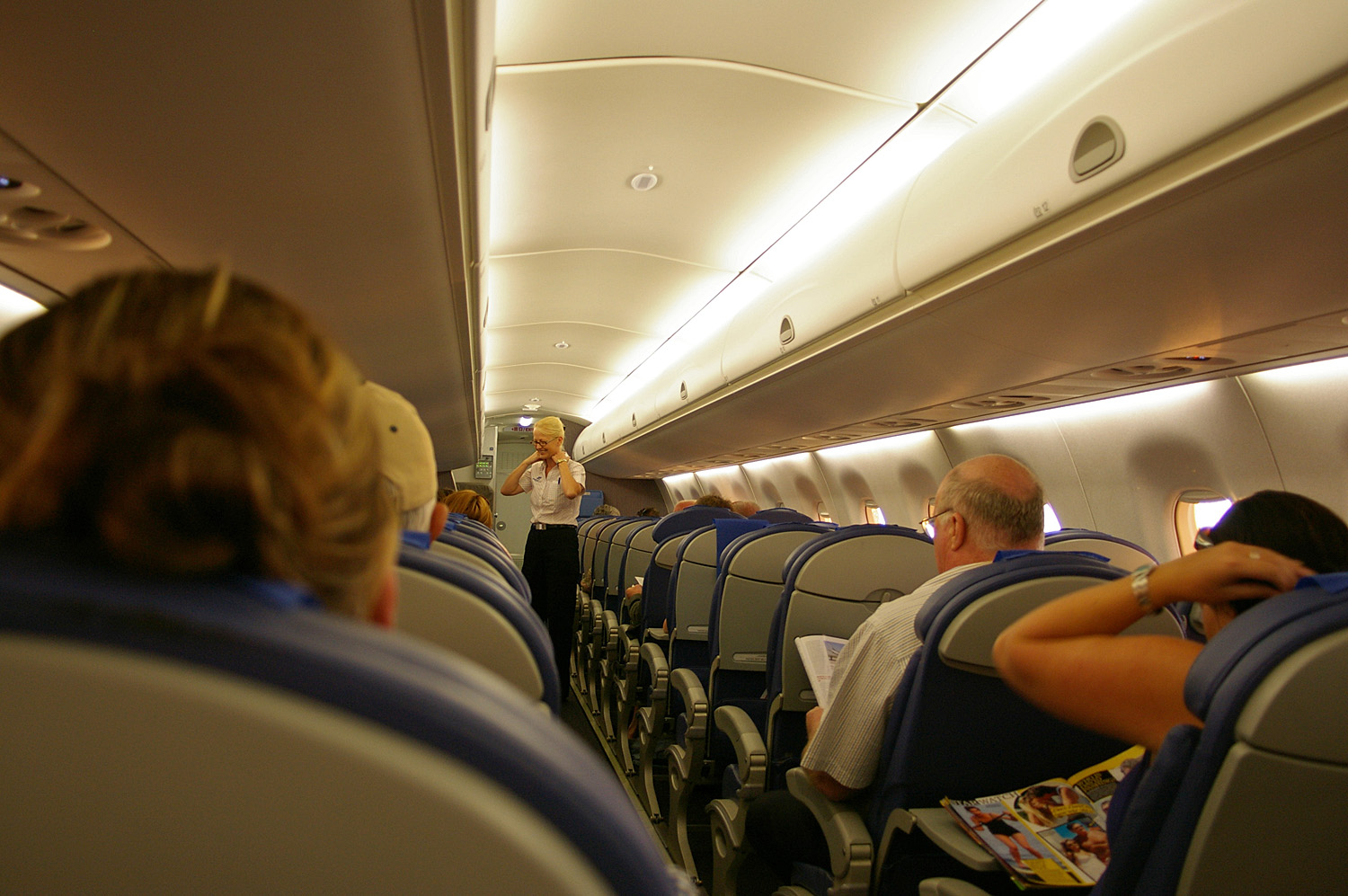
الإمبارير من الداخل

في أكتوبر 2010 كان هنالك 180 طائرة من طراز إي-170 داخلة في خدمة شركات الطيران و 11 طلب في انتظار التصنيع. ومشغليها الرئيسيين كما يلي: خطوط ريببليك الجوية (48)، (28) طائرة منها في أمريكا، الخطوط الجوية العربية السعودية (15)، مصر للطيران إكسبريس (12)، الخطوط الجوية البولندية لوت (10)، الخطوط الجوية الإيطالية (6)، وفيرجين بلو الأسترالية (6) وهنالك ما يقارب 15 شركة طيران أخرى تمتلك عدد منها.
- إمبراير إي-175

في أكتوبر 2010 كان هنالك 130 طائرة إمبراير إي-175 مستخدمة لدى شركات الطيران و 43 طلب في الانتظار. كبار مشغليها تشمل الخطوط الكندية بـ15 طائرة، والخطوط الجوية البولندية لوت بـ12 طائرة. و 54 طلب تصنيع لخطوط ريببليك الجوية والتي تسيطر على شركة طيران فرونتير وشركة ميد وست، و 36 طائرة لخطوط كومباس الجوية (كانت جزءاً من خطوط دلتا الجوية)، كما أرسلت شركة فلاي دبي منخفضة التكاليف طلب لشراء 35 طائرة من طراز هذا الطراز.